# The Turning
The Turning es una película estadounidense de terror sobrenatural dirigida por Floria Sigismondi y producida ejecutivamente por Seth William Meier. La película es una adaptación moderna de The Turn of the Screw de Henry James.
La película fue estrenada el 24 de enero de 2020 por Universal Pictures.

## Argumento
Miss Jessel, la tutora residente en Fairchild Estate, huye de la casa presa del pánico y es atacada por un hombre harapiento.
Algún tiempo después, en 1994, Kate Mandell se convierte en institutriz de Flora Fairchild de siete años después de la desaparición de la señorita Jessel. Antes de irse, visita a su madre, Darla, que vive en una institución psiquiátrica porque sufre delirios. En Fairchild Estate, la cuidadora Sra. Grose le informa a Kate que Flora fue testigo de la muerte de sus padres en un accidente automovilístico y es un "caso especial". Flora le confiesa a Kate que teme que Kate la deje como lo hizo la señorita Jessel, pero Kate promete no hacerlo.
Esa noche, Kate se encuentra con el hermano de Flora, Miles, que ha vuelto del internado. Al día siguiente, recibe una llamada del director de la escuela, quien le informa que Miles es expulsado después de haber sido encontrado estrangulando a otro niño. Kate se enfurece más con Miles cuando él y Flora comienzan a hacerle bromas, arremetiendo contra él. Miles le sugiere que le enseñe a montar a caballo para compensarla, ya que su antiguo instructor de equitación, Quint, falleció recientemente.
Kate nota sucesos extraños que suceden por la noche, por lo que comienza a mantener las luces encendidas cuando se va a dormir. Un día sugiere que vayan a la ciudad, para consternación de Flora y la Sra. Grose. Flora da un ataque y sale corriendo del coche después de que Kate se niega a detenerlo. Miles le advierte que se vaya, pero Kate decide quedarse debido a su promesa a Flora. Después de reconciliarse, el grupo juega a la etiqueta en la casa. Mientras busca a Miles, Kate es atacada por el fantasma de la señorita Jessel. Encuentra el diario de la señorita Jessel, que contiene entradas aterradoras sobre cómo Quint estaba obsesionado con ella y le tomó fotos mientras dormía. La señora Grose le dice que Quint murió un par de semanas después de la partida de la señorita Jessel cuando se cayó de su caballo mientras montaba borracho. Kate sigue viendo los fantasmas de Quint y la señorita Jessel por la casa, lo que la vuelve paranoica.
Recibe arte de su madre por correo, y la Sra. Grose comenta que espera que la condición de la madre de Kate no sea genética. Kate descubre el cadáver de la señorita Jessel en un estanque en los terrenos de la casa. También tiene una visión de Quint violando y estrangulando a la señorita Jessel y se lo cuenta a la señora Grose, quién parece haberlo sabido. La Sra. Grose le declara que se aseguró de que Quint muriera. El fantasma de Quint empuja a la Sra. Grose por la barandilla de la escalera, matándola. Kate y los niños huyen de la casa, logrando escapar en su auto. 
Se revela que esta secuencia anterior fue la visión de Kate cuando escuchó las palabras de la Sra. Grose y miró el arte de su madre. Ella se acerca a los niños hablando de ella y se convence de que ve el fantasma de Quint en el espejo, insistiendo en que Flora también lo vio a él, a pesar de sus protestas. Cuando Kate rompe accidentalmente la muñeca de Flora, Miles la llama delirante. Luego salen de la habitación. En la imaginación de Kate, entra en la institución de su madre y se acerca a una figura; cuando la figura se da vuelta, Kate grita. El rostro de la figura no se revela, y se deja abierto a la interpretación de si Kate ha visto a su madre o de hecho está viendo un reflejo de sí misma.

## Reparto
- Mackenzie Davis como Kate
- Finn Wolfhard como Miles
- Brooklynn Prince como Flora
- Mark Huberman como Bert
- Niall Greig Fulton como Peter Quint
- Barbara Marten como Mrs. Grose
- Denna Thomsen como Miss Jessel
- Joely Richardson como Darla

## Producción
La producción principal comenzó en Irlanda el 14 de febrero de 2018. La filmación comenzó con el reparto y los productores bajo estricta seguridad en Killruddery House en el Condado de Wicklow con Steven Spielberg presentándose en Irlanda para vigilar el rodaje y la producción. La filmación para Wolfhard y Prince concluyó el 27 de marzo de 2018. El rodaje concluyó el 6 de abril de 2018.

## Estreno
La película originalmente sería estrenada el 22 de febrero de 2019 por Universal Pictures. En septiembre de 2018, la película fue removida del calendario de estrenos de Universal, con la película de DreamWorks Animation, Cómo entrenar a tu dragón 3 siendo estrenada en su lugar.
Fue estrenada el 24 de enero de 2020 en Estados Unidos y en territorios internacionales seleccionados.